# Henry Tillman
Henry Tillman (* 1. August 1960 in Los Angeles) ist ein ehemaliger US-amerikanischer Boxer.

## Amateur
Tillman, der als Jugendlicher mit dem Gesetz in Konflikt gekommen war, fand zum Amateurboxen und wurde 1983 bei den Panamerikanischen Spielen in Caracas Zweiter in der Schwergewichtsklasse bis 91 kg. Im folgenden Jahr gelangen ihm bei den US-amerikanischen Vorausscheidungen zwei Siege über Mike Tyson, der zweite und entscheidende allerdings stark umstritten, mit denen er sich für die Teilnahme an den Olympischen Spielen 1984 in seiner Heimatstadt Los Angeles qualifizieren konnte. Dort boxte er sich bis in das Finale vor und gewann die Goldmedaille mit einem Punktsieg über Willie DeWitt aus Kanada, dem er 1982 noch unterlegen war.

## Profi
Im Dezember 1984 bestritt Tillman seinen ersten Profikampf, den er gegen Uriah Grant, einen späteren kurzzeitigen IBF-Titelträger im Cruisergewicht, durch Technischen K. o. in der zweiten Runde gewann.
Er hatte das Problem, typisches Amateurtalent zu haben, d. h., er besaß gute Boxfähigkeiten, aber nur wenig Schlagkraft und schlechte Nehmerqualitäten. Zudem kam er aus einer Gewichtsklasse der Amateure, der damals keine Klasse im Profibereich entsprach. Die 91-kg-Boxer mussten entweder im Schwergewicht gegen Gegner boxen, die 105 kg und mehr wogen oder, und diesen Weg ging Tillman, auf 86 kg "abkochen", dem damaligen Cruisergewicht (mittlerweile wurde das Limit auf 90 kg angehoben), und waren dann vom Gewichtmachen noch zusätzlich geschwächt.
1986 musste er gegen den hart schlagenden Bert Cooper seine erste Niederlage nach Punkten hinnehmen, nachdem er zwei Mal am Boden gewesen war. Er besiegte aber mit Bash Ali einen späteren WM-Herausforderer und mit Tyrone Booze einen späteren WBO-Titelträger.
Am 14. Februar 1987 forderte er den ungeschlagenen Evander Holyfield heraus, Ex-Teamkollege im Olympiateam und Bronzemedaillengewinner eine Gewichtsklasse tiefer. Holyfield war damals Träger des WBA-Cruisergewichtstitels; Tillman verlor durch Technischen K. o., nachdem er in der siebten Runde drei Mal zu Boden geschlagen und damit der Kampf entsprechend den Regeln der WBA automatisch zu Holyfields Gunsten abgebrochen worden war. Dies war Tillmans einziger bedeutender Titelkampf.
Er boxte dann im Schwergewicht noch bis 1992, ohne jedoch nennenswerte Erfolge erringen zu können. Gleich 1987 unterlag er gegen einen Gegner mit negativer Kampfbilanz vorzeitig, des Weiteren verlor er gegen seine ehemaligen Amateurgegner Willie DeWitt (nach Punkten) und Mike Tyson, der ihn 1990 in seinem ersten Kampf nach der sensationellen Niederlage gegen James Douglas in der ersten Runde k. o. schlug.

## Sonstiges
Tillman wurde 1996 wegen Mordes angeklagt, da er vor einem Nachtlokal in Los Angeles einen Drogenhändler erschossen haben soll. Tillman bestritt das, wurde aber dennoch verurteilt und verbrachte sechs Jahre im Gefängnis.

## Quelle
1. ↑  Boxing Monthly (Memento vom 1. April 2015)